# Alopia soosiana
Alopia soosiana is een slakkensoort uit de familie van de Clausiliidae. De wetenschappelijke naam van de soort is voor het eerst geldig gepubliceerd in 1961 door Agocsy & Pocs.